# 907 Rhoda
907 Rhoda, asteroid glavnog pojasa. Otkrio ga je Max Wolf, 12. studenog 1918.

## Vanjske poveznice
- Minor Planet Center